# PR-LP 14
El sendero PR-LP 14 es un sendero de Pequeño Recorrido en La Palma (Canarias, España) que une el Refugio de El Pilar con El Paso.
La longitud total del recorrido es de 14500 metros. Hay 750 metros de desnivel.